# Jérôme Lambert (cyclisme)
Pour les articles homonymes, voir Jérôme Lambert et Lambert.
Jérôme Lambert, né le 18 septembre 1984 à Seclin, est un coureur cycliste handisport français.

## Biographie
Originaire du département du Nord, Jérôme Lambert est victime d'un grave accident de moto sur l'autoroute A1 en février 2008. Il passe plusieurs jours dans le coma et est amputé de la jambe gauche.
Durant les mois de rééducation, il se donne comme objectif de remonter un jour sur un vélo, sa passion depuis son enfance,. De 2010 à 2012, il fait partie de l'équipe cycliste Cofidis dans la section handisport
De 2011 à 2019, il décroche sept titres de champion de France de cyclisme handisport sur route,,. Jérôme Lambert effectue également  de nombreuses compétitions dans différentes fédérations avec les valides.
En 2015, Jérôme Lambert devient président de L'Entente-cycliste Faches-Thumesnil Ronchin. En septembre 2017, il grimpe le mont Ventoux à six reprises en 24 heures,.
En 2018, il fonde l'association Résilience Club dont les valeurs sont « s'accepter soi-même, se dépasser et bien s'entourer ». Il délivre des conférences dans les entreprises et les écoles pour raconter son parcours et faire passer le message : « donner le meilleur de soi-même pour ne rien regretter ». En juin 2018, il initie le champion du monde sur piste François Pervis au  cyclisme handisport.

## Palmarès
- Champion de France en 2011 (course sur route C2)
- Champion de France en 2012 (course sur route C3)
- Champion de France en 2013 (course sur route C3)
- Champion de France en 2014 (course sur route C3, C2, C1)
- Champion de France en 2015 (piste : km C3, C2, C1)
- Champion de France en 2015 (course sur route C3, C2, C1)
- Champion de France en 2016 (course sur route C3, C2, C1)
- Champion de France en 2019 (piste : poursuite C3)
- Champion de France en 2019 (piste : km C3)